# Kennington (London Underground)

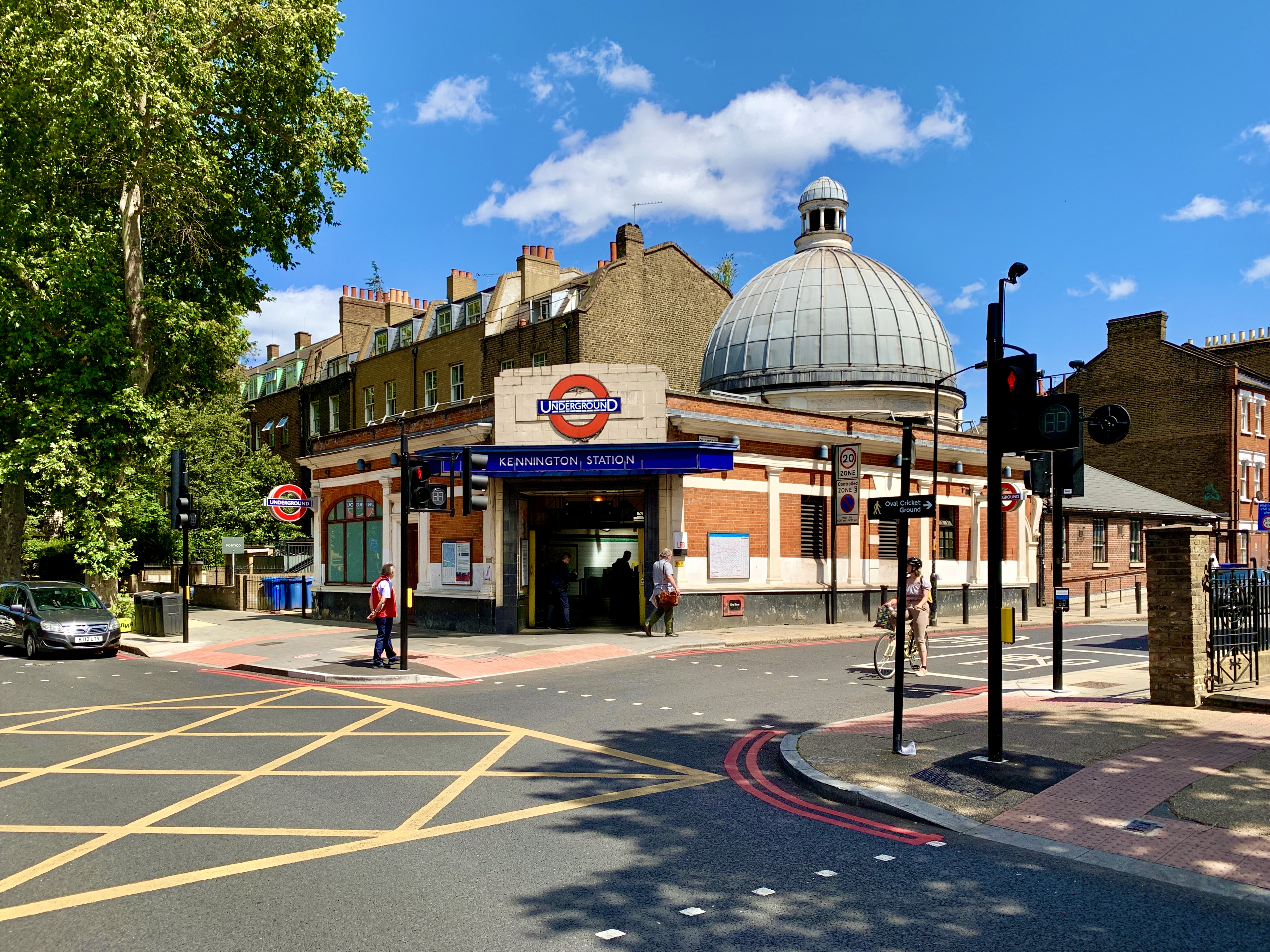
Stationsgebäude

Kennington ist eine unterirdische Station der London Underground im Stadtbezirk London Borough of Lambeth. Sie liegt in der Travelcard-Tarifzone 1/2 an der Kennington Park Road. Hier vereinigen sich die beiden zentralen Streckenäste der Northern Line über Charing Cross und Bank. Im Jahr 2013 nutzten 5,51 Millionen Fahrgäste die Station.
Der U-Bahnhof wurde 1890 als Teil der ersten elektrischen U-Bahn der Welt eröffnet, sein oberirdisches Empfangsgebäude ist weitgehend unverändert geblieben. In den 1920er Jahren wurden die unterirdischen Teile des Bahnhofs umgebaut, um die Strecke zu verlängern und größere Züge einsetzen zu können. Es entstanden zwei zusätzliche Bahnsteige für den Umsteigeverkehr zwischen den beiden Zweigstrecken.

## Geschichte

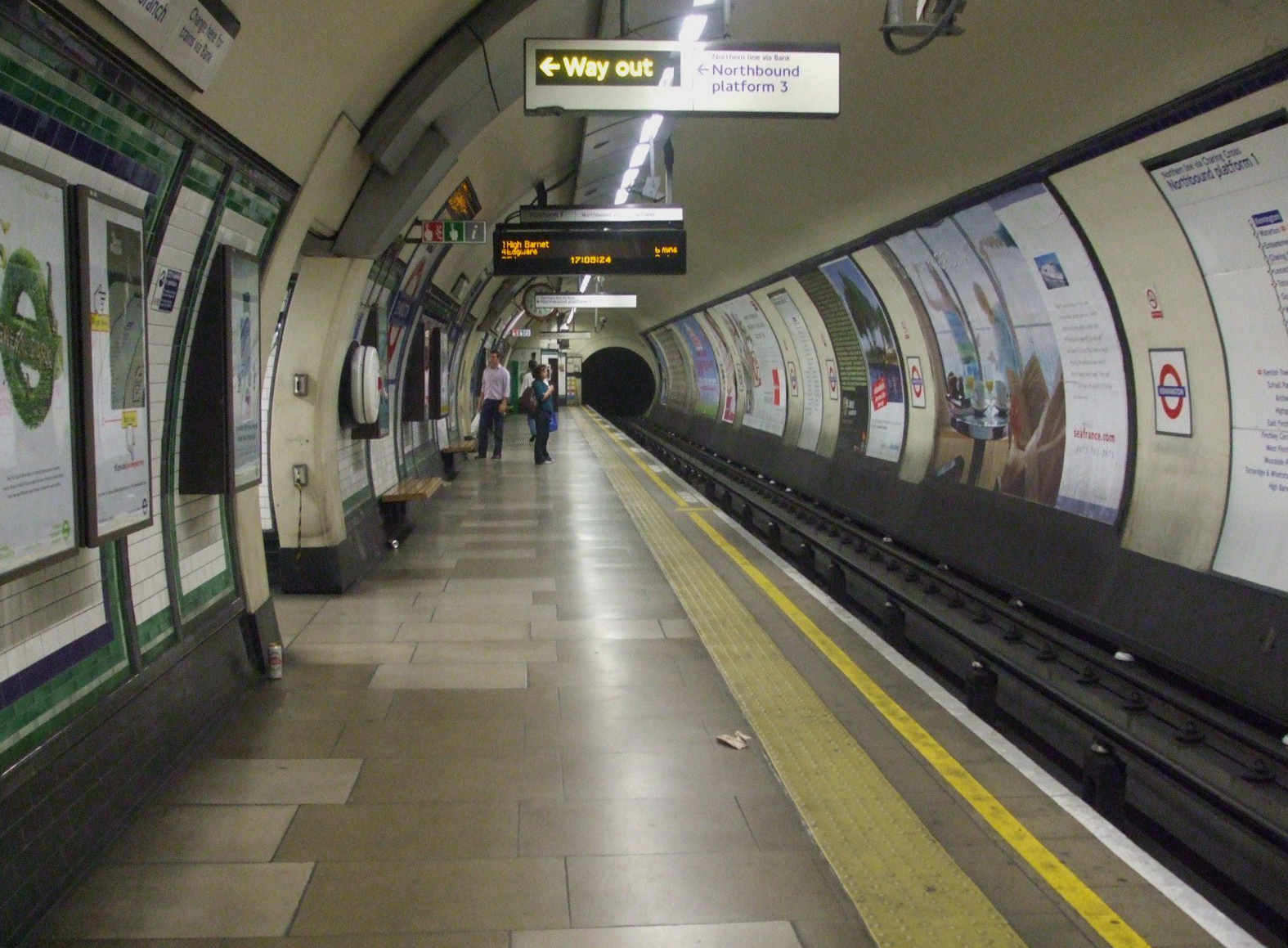
Ansicht des Bahnsteigs in Richtung Charing Cross

Die Station wurde am 18. Dezember 1890 als Teil des ersten Abschnitts der City and South London Railway (C&SLR, heute City-Zweig der Northern Line) eröffnet, der ersten elektrisch betriebenen U-Bahn der Welt. Die Anlage präsentierte sich ursprünglich ähnlich wie Borough heute, mit zwei übereinander liegenden einspurigen Tunneln. Vom 31. Mai 1923 bis zum 6. Juli 1925 war die Station wegen Umbauarbeiten geschlossen. Um die Charing Cross, Euston and Hampstead Railway anzubinden, baute man zwei weitere Seitenbahnsteige. Die Eröffnung der Strecke nach Waterloo erfolgte am 13. September 1926.
Nach dem Zweiten Weltkrieg entstand 1946 im Rahmen einer Überprüfung des Eisenbahnverkehrs im Großraum London ein Bericht, der zahlreiche neue Strecken vorschlug und den Zweig nach Morden als den am stärksten belasteten Abschnitt der Londoner U-Bahn identifizierte, der zusätzliche Kapazitäten benötigte. Um die Überlastung zu beheben, empfahl der Bericht den Bau eines zweiten Tunnelpaars unter den Tunneln der Northern Line zwischen Kennington und Tooting Broadway, um eine Expresslinie einzurichten. Die Züge des Charing-Cross-Zweigs sollten die Express-Tunnel nutzen und nach Morden verkehren. Züge, die die bestehenden Tunnel benutzten, sollten in Tooting Broadway beginnen und enden. Dieser als Route 10 bezeichnete Vorschlag wurde weder vom London Passenger Transport Board noch von seinen Nachfolgeorganisationen weiterentwickelt.
Im November 2014 erhielt Transport for London (TfL) die Genehmigung für den Bau einer Verlängerung des Charing-Cross-Zweigs von Kennington über Nine Elms zur Battersea Power Station. Die Bauarbeiten begannen 2015 und ab Mitte Februar 2017 bohrten zwei Tunnelbohrmaschinen die Schächte von Battersea bis hierher. Am 14. Juni 2019 fuhr zum ersten Mal ein Bauzug über die gesamte Länge des Tunnels von Kennington nach Battersea. Nach der weitgehenden Fertigstellung der Strecke fanden ab Juli 2021 regelmäßige Testfahrten statt. Die Eröffnung des neuen 3,2 km langen Streckenzweigs fand am 20. September 2021 statt; er wird seitdem von Zügen über Charing Cross befahren.

## Anlage
Südlich der Station befindet sich eine Wendeschleife, in der die Züge des Charing Cross-Astes die Fahrtrichtung wechseln können. Die Schleife kann wegen der Anordnung der Gleise nicht von den Zügen des City-Astes befahren werden. Einer der vier Bahnsteige wird deshalb fast ausschließlich von ankommenden Zügen bedient, ein zweiter nur von abfahrenden Zügen. Nur wenige der über Charing Cross verkehrenden Züge fahren weiter nach Süden, Ausnahme sind die Ein- und Ausrückfahrten zum Depot in Morden.
Das vom Architekten T.P. Figgis entworfene Stationsgebäude besteht aus roten Ziegelsteinen mit weißen Steindekorationen. Besondere Merkmale sind die Attika und die hohe Kuppel auf einem roh verputzten Tambour. Kennington ist die einzige Station der C&SLR, die weitgehend im Originalzustand erhalten geblieben ist. Seit 1974 steht das Gebäude unter Denkmalschutz (Grade II). 2005 erfolgte eine umfassende Renovierung.